# Републикански път III-161
Републикански път IIІ-161 е третокласен път, част от републиканската пътна мрежа на България, на територията на област Враца и Софийска област. Дължината му е 37,1 км.
Пътят започва от 1,2-ри км на Републикански път II-16 след село Ребърково. Изкачва се на юг по източната част на Ржана планина, преминава през селата Лютидол, Рашково и Радотина и слиза в западната част на Ботевградската котловина. От там през село Литаково достига до западните покрайнини на Ботевград, където се свързва с Републикански път I-1 при 190,7-и км.
| Пътища, отклоняващи се надясно (населено място, № на пътя, посока на пътя) | Км   | Пътища, отклоняващи се наляво (посока на пътя, № на пътя, населено място) |
| -------------------------------------------------------------------------- | ---- | ------------------------------------------------------------------------- |
| Община Мездра, Област Враца II-16, 1,2 км ←                                | 0,0  | ← 1,2 км, II-16, Област Враца, Община Мездра                              |
| с. Лютидол                                                                 | 5,9  | с. Лютидол                                                                |
| Община Ботевград, Софийска област                                          | 9    | Софийска област, Община Ботевград                                         |
|                                                                            | 13,9 | → общински път (за 175,1 км на път I-1)                                   |
| (за с. Игнатица) общински път ←                                            | 14,7 |                                                                           |
| (за с. Краево) общински път с. Рашково ←                                   | 16,3 | с. Рашково                                                                |
| (за с. Краево) общински път с. Радотина ←                                  | 19,6 | с. Радотина                                                               |
|                                                                            | 20,7 | → общински път (за с. Гурково)                                            |
| с. Литаково                                                                | 26,2 | с. Литаково                                                               |
|                                                                            | 28   | → общински път (за с. Гурково)                                            |
| I-1, 190,7 км гр. Ботевград →                                              | 37,1 | → гр. Ботевград, 190,7 км, I-1                                            |